# Bimini Bon-Boulash
Bimini Bon-Boulash (també conegut com a monònim Bimini; nascut el 12 de maig de 1993) és el nom artístic de Thomas Hibbitts, un drag queen anglès, autor, artista de gravació i model amb seu a l'est de Londres i nascut a Great Yarmouth, Anglaterra. És sobretot conegut per competir a la segona temporada de RuPaul's Drag Race UK, on es va classificar com a subcampió.

## Primers anys de vida i carrera
Els pares d'Hibbitts es van separar quan era un nen. Hibbits es descriu a si mateix com criat en un entorn de classe treballadora. Hibbitts va assistir a la Lynn Grove Academy i es va traslladar a Londres el 2012 per estudiar periodisme al London College of Communication. A Londres, els Hibbitts va descobrir el drag, començant la seva carrera com a intèrpret drag el 2017.
Bimini ha complert professionalment la seva carrera com a drag queen des del 2019 i es va inspirar molt per iniciar la seva carrera per l'esperit dels seus herois de la moda Alexander McQueen, Vivienne Westwood, Iris van Herpen i John Galliano. Bimini ha afirmat que la seva major inspiració pel que fa al seu aspecte i estètica és Pamela Anderson. El seu nom de drag deriva del que li agradaria si hagués estat assignat femella en néixer, i el nom del seu primer gat, Bonnie Boulash. Bimini té la seu a l'est de Londres i actua regularment a tota la capital.
El desembre de 2020, Bimini es va anunciar com un dels dotze concursants que competien a la segona temporada de RuPaul's Drag Race UK. A l'episodi 1, Bimini va competir en sincronització labial contra Joe Black amb "Relax" de Frankie Goes to Hollywood, que va guanyar, enviant Joe a casa. Més tard va guanyar quatre reptes, inclòs el Snatch Game, on va interpretar a Katie Price, convertint-se en la primera concursant de la versió britànica en guanyar quatre reptes. A l'episodi 9, Bimini es va convertir en el primer concursant en arribar al final després de la sincronització de llavis al primer episodi. Després d'una darrera sincronització de llavis a l'episodi 10, va ser anunciada com a subcampiona, juntament amb el seu també competidor Tayce.
El juny de 2021, Bimini va llançar el seu primer senzill "God Save This Queen", així com un vídeo musical corresponent.
El novembre de 2021, Bimini va rebre l'Honor de Drag Hero de la revista GAY TIMES en una celebració a Londres, a més de ser l'estrella de la portada de l'edició d'honor de GAY TIMES.

## Vida personal
Bimini actualment resideix a l'est de Londres, Anglaterra. Bimini és no-binari i utilitza els pronoms they/them quan està fora del drag i she/hers pronoms quan parla com a drag. Va parlar sobre arribar a un acord amb la seva identitat de gènere en una conversa sobre el tercer episodi Drag Race amb la seva companya concursant no binària Ginny Lemon. La seva conversa oberta va ser elogiada pels espectadors i va despertar confiança en molts per parlar de la seva identitat de gènere amb els més propers. Bimini ha consumit una dieta exclusivament vegana durant vuit anys.